# Sara Erens
Sara Erens (1974) is een Nederlands voormalig danseres. Zij heeft haar opleiding gevolgd aan de Rotterdamse Dansacademie (RDA) en zich toegelegd op moderne dans. Nadien heeft zij voor uiteenlopende gezelschappen gewerkt, waaronder Djazzex, het Scapino Ballet, Ballett Innsbruck, Dansgroep Krisztina de Châtel, Dance Works Rotterdam en Conny Janssen Danst. Momenteel werkt zij als docente/coach en coördinator op Codarts, Hogeschool voor de Kunsten in Rotterdam.